# توني بويل
توني بويل (بالإنجليزية: Tony Boyle)‏ (1957 - ) هو لاعب كريكت نيوزلندي.

## وصلات خارجية
- توني بويل على موقع إي آس بي آن كريك إنفو (الإنجليزية)